# المنتیتا بادلند
المنتیتا بادلند (به لاتین: Elmenteita Badlands) یک کوه در کنیا است. المنتیتا بادلند ۲٬۱۲۶ متر بالاتر از سطح دریا واقع شده‌است.